# Сава Владиславић Рагузински
Сава Владиславић Рагузински или „гроф Рагузински или Илирски“ (рус. Савва Лукич Рагузинский-Владиславич, граф Рагузинский; Јасеник, 16. јануар 1669 — Санкт Петербург, 17. јун 1738) био је руски и српски политичар, саветник руског цара Петра Великог, дипломата у служби Руске Империје, обавештајац, путописац, велики добротвор и дародавац манастира Света Тројица код Пљеваља.

## Биографија
Савин отац, Лука Владиславић, био је кнез у Херцеговини. Свети Василије Острошки је од Луке праћен у Пећ и назад, када је и острошки манастир богато даривао. Владиславић је рођен на властелинском имању Владиславића у Јасенику, близу Гацка, у Херцеговини. Почетком 18. века, под притиском бегова Ченгићa на властелинске поседе, Сава Владиславић је са оцем прешао у Дубровник, док се део њих настанио у Црној Гори, Боки которској, а његов рођени брат Дука остаје у Требињу. Из тог дела породичне лозе наводно настају Дучићи, чији је потомак књижевник Јован Дучић, мада је теза о томе да је Дучић Владиславићев рођак демантована.
Након што се Лука Владиславић преселио у Дубровник у међудржавној кореспонденцији тога времена усталио се надимак Рагузински. Наиме, Дубровник је у међународним односима зван Рагуза (итал. Ragusa), што је био италијански назив за овај приморски град. Млади Сава је, као многи Дубровчани, научио морнарство. У дубровачким католичким језуитским школама, Владиславић је стекао високо образовање, које је употпунио знањем из економије у Шпанији и Француској. Отуда се и у Русији свуда потписивао латиницом са титулом Conte, али поред илирског отечества спомиње и сербскују земљу. Слао је књиге на поклон манастирима Свете Тројице (Пљевља), Житомислићу, Тврдошу, итд.
Одлази затим у Цариград да као трговац шири трговачке везе. Јерусалимски патријарх Доситеј, стуб Руске православне цркве на Блиском истоку, препоручио је министре иностраних послова Русије Јемељану Украјинцеву и Василију Галицину, за које је преузимао исто разне тајне мисије. Владиславић је успео да прибави текст уговора Порте са Француском, Венецијом, Енглеском и Аустријом. Ти уговори су допринели склапању и руско-турског мира, а Владиславићу био је отворен пут до двора цара Петра Великог, кога је упознао у Азову, јула 1702. године. На Савин наговор, цар Петар Велики, почетком 18. века, послао је у Сремске Карловце прву граматику и буквар, који је у будући центар српске духовности донео учитељ Максим Суворов. То је означило настанак прве српске школе у Сремским Карловцима.
Као трговац иде за Москву, али се, добивши привилегије, брзо враћа у Цариград као трговачки и дипломатски представник Русије, заједно са грофом Петром Толстојем (родоначелник породице Толстој, из које су потекли познати писци Лав Толстој и Алексеј Толстој). Сава Владиславић је на још један начин повезан са руском литературом: у Цариграду откупио је младог етиопског роба Ибрахима Ханибала и њега послао Петру Великом у Русији; Ибрахим Ханибал био је прадеда Александра Пушкина. Гроф Сава Владиславић закључио је војни савез са кнезом Молдавије у Јашију, мир са султаном на Пруту.
1708. враћа се у Москву и од Петра Великог добија поседе у данашњој Украјини, где у граду Нежин настаје трговачко средиште области. Гроф Сава Владиславић био је оснивач руске обавештајне службе, за црноморски обавештајни рад добијао је апанажу од 325 рубаља годишње. Петар Велики поклонио му је дворац у Москви, на реци Покривна, и право слободне трговине на десет година. Повеља је, недуго затим, продужена на неограничено време.
Илирски гроф, како Сава Владиславић себе у то време назива, по Илирима који су тад били синоним за Јужне Словене, негује контакте са Србима и са кнежевинама Влашком и Молдавијом, помаже српским устанцима у данашњој Црној Гори, и у Русију доводи Михаила Милорадовића, предака касније познатог грофа и генерала пешадије Михаила Милорадовића. Године 1711. Петар Велики шаље Саву Владиславића за Влашку и Црну Гору ради припреме једног устанка уочи руског напада на Османлије.
Од 1716. до 1722. године Владиславић је представник Русије у Риму, где припрема конкордат између Русије и Ватикана, стара се о руским племићима у Риму (међу њима Иван Никитин) и набавља уметничка дела за летњи дворац Петра Великог у Санкт Петербургу. Опере „Четири годишња доба” и „Истина у искушењу” (La verità in cimento, 1720) посветио му је Антонио Вивалди, којем је био мецена.
Од царице Катарине I је добио титулу грофа, 24. фебруара 1725. године. Исте године кренуо је у мисију за Кину, где његовим ангажовањем долази до Кјахтинског споразума, 1727. године, најважнијег међународног споразума Русије и Кине до средине 19. века о, и данас важећем, разграничењу са Кином у Пекингу. Разграничење је потписано 5. априла 1728. на реци Бури. Његовим посредством настала је и прва православна црква у Пекингу. Савин одговор на критичаре у вези споразума са Кином, пошто је Кина у то време водила строгу политику изолације, на шта су критичари говорили да је бављење Кином бацање новца на улицу, данас је позната изрека у Русији: „Ко не баца новац на улицу, неће га и никад наћи“. Владиславић је због успостављења односа са Кином одликован орденом Светог Александра Невског и унапређен у грађански чин активног грађанског саветника.
Према расположивим подацима, женио се два пута. Из првог брака је имао једног сина, који је умро пре њега. Био је ожењeн и тридесет година млађом Венецијанком, Вергилијом Тревизани, из венецијанске породице Тревизани, са којом је имао три ћерке. Последњих година живота, сломљен смрћу своје три младе кћери и женом која га је напустила и вратила у Венецију, Владиславић је у Сибиру добио право да оснује град Троицкосавск (данас Кјахта). Тамо је подигао храм, назвавши га црква Светог Саве српског Немањића. До краја живота је живео повучено и усамљено. Умро је 17. јуна 1738. године у Санкт Петербургу. Новац који је зарадио и имовину која му је преостала тестаментом је оставио рођацима, али га није равномерно расподелио; највећи део иметка припао је синовцу Мојсију Ивановићу Владиславићу. Сахрањен је у Царској гробници, у крипти Благовјештенске цркве.
О њему је Никола Моравчевић написао 2015. године историјски роман „Гроф Сава Владиславић“. Велимир Ивановић написао је роман „Дурбин грофа Саве Владиславића”.

## Галерија
- Допис Амбасади о доласку Андреја Васиљева из Цариграда и три црнца, од којих је један Абрахам Ханибал, послат од стране Саве Владиславића Рагузинског, 13. новембар 1708.
- Споменик Сави Владиславићу Рагузинском у Сремским Карловцима
- Споменик Сави Владиславићу Рагузинском у Херцег Новом
- Споменик Сави Владиславићу Рагузинском у Шлисељбургу
- Гроб Саве Владиславића Рагузинског у Благовјештенској цркви